# 1774 în literatură
Anul 1774 în literatură a implicat o serie de evenimente și cărți noi semnificative.  

## Cărți noi
- Jeremy Bentham - The White Bull
- Henry Brooke - Juliet Grenville
- Johann Wolfgang von Goethe - The Sorrows of Young Werther
- Charles Johnstone - The History of Arsaces
- The Newgate Calendar